# Tidcombe
Tidcombe – wieś w Anglii, w hrabstwie Wiltshire. Tidcombe jest wspomniana w Domesday Book (1086) jako Titicome.